# Anwar al-Bunni
Anwar al-Bunni, in arabo أنور البني‎? (Hama, 1959), è un avvocato siriano, particolarmente attivo nella difesa dei diritti umani.

## Biografia
Nato ad Hama in una famiglia cristiana dissidente, ha rivelato in un'intervista con la giornalista Robin Wright di essersi interessato nella difesa dei dissidenti contrari al governo siriano dopo esser stato malmenato dai soldati siriani in un raid ad Hama nel 1981.
Il 17 maggio 2006 è stato arrestato e poi condannato a cinque anni di detenzione per "aver diffuso notizie false o distorte" e per "essersi affiliato ad un'organizzazione politica internazionale non accreditata". Durante la detenzione è stato nominato prigioniero di coscienza da Amnesty International e ha subito almeno due tentativi di omicidio.
Rilasciato nel 2011, si è trasferito nel 2014 a Berlino in Germania.
Nel 2020 è iniziato il processo a Coblenza contro due uomini dell'intelligence siriana, accusati di aver torturato migliaia di prigionieri.